# Hula-Hoop (Carl Brave e Noemi)
Hula-Hoop è un singolo del cantante italiano Carl Brave e della cantante italiana Noemi, pubblicato il 24 giugno 2022.

## Descrizione
Scritto e prodotto da Carl Brave, il brano è la seconda collaborazione con Noemi dopo Makumba, contenuto nella riedizione digitale e streaming dell'album Metamorfosi di quest'ultima. Noemi ha commentato la scelta di tornare a lavorare assieme:
Intervistato da Andrea Laffranchi del Corriere della Sera, Carl Brave ha raccontato che il brano riprende le sonorità di Non succederà più di Claudia Mori.

## Accoglienza
Alberto Muraro di All Music Italia ha definito Hula-Hoop un brano dal «sapore sia ironico sia romantico» in cui si «parla della metafora della vita, che con le sue difficoltà ci fa rimanere tutti come in equilibrio». Per la stessa testata, Fabio Fiume riscontra «similitudini con Makumba dell'anno scorso, in chiave anni sessanta» e che «l'inciso non sia spinto a livello di potenza, ma arrangiato in maniera liftata».
Silvia Gianatti, recensendo il brano per Vanity Fair, riporta che la collaborazione rispecchi le personalità dei due artisti, ovvero la «leggerezza che si mescola a uno sguardo che li accomuna e che si concentra sulle piccole cose. [...] Affinità risuona tra le note, tra ironia e romanticismo, parlando di vita, delle sue difficoltà». Giulia Ciavarelli di TV Sorrisi e Canzoni ha invece descritto la collaborazione come «un'alchimia e complicità coinvolgente» con «uno stile leggero e accattivante».
Il ritmo del singolo assomiglia a Volare di Fabio Rovazzi e Gianni Morandi tormentone estivo del 2017.

## Video musicale
Il video, diretto da Simone Rovellini e girato in uno stabilimento balneare di Nettuno, è stato reso disponibile il 29 giugno 2022 attraverso il canale YouTube di Carl Brave.

## Tracce
Testi e musiche di Carlo Coraggio.
1. Hula-Hoop – 3:34

## Classifiche
| Classifica (2022) | Posizione massima |
| ----------------- | ----------------- |
| Italia            | 35                |